# Cinema quinqui

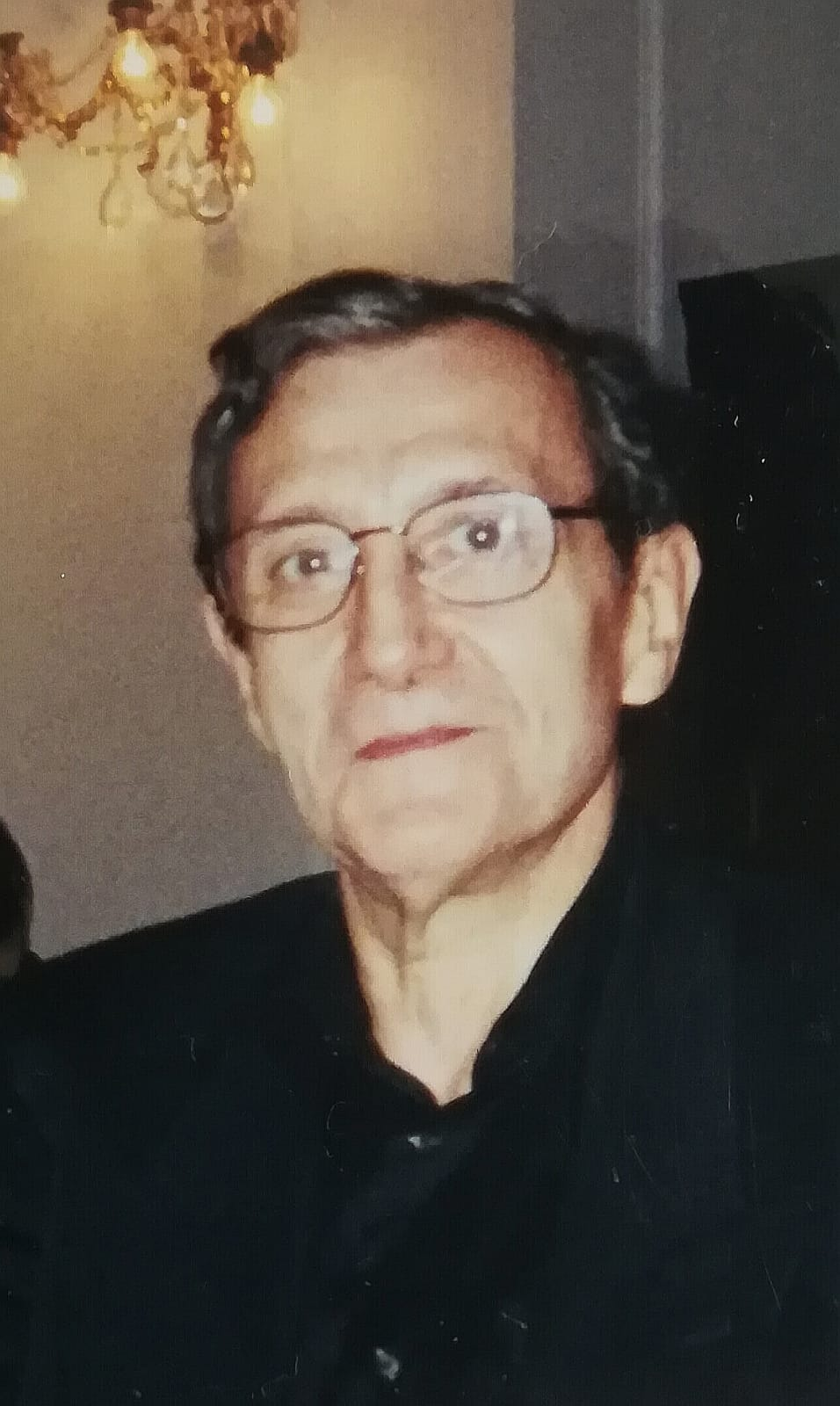
Eloy de la Iglesia

Es coneix popularment com a cinema quinqui a l'Estat espanyol el subgènere cinematogràfic que narra les vivències i aventures de coneguts delinqüents (gairebé sempre joves o molt joves) que han aconseguit la fama gràcies als seus delictes comesos. Aquest gènere es va fer molt popular a la fi dels anys 1970 i a principis dels 1980, on va assolir la seva màxima esplendor a causa de la gran inseguretat ciutadana que vivia el país en aquella època a causa dels efectes de la segona crisi del petroli i l'extensió dels consum d'heroïna entre el jovent, per la qual cosa es van rodar multitud de pel·lícules i sagues, una gran majoria a càrrec de dos directors: José Antonio de la Loma i Eloy de la Iglesia.

## Característiques
És molt freqüent que en les pel·lícules de cinema quinqui un delinqüent habitual es converteixi en actor i que s'interpreti a si mateix o a un altre delinqüent (a qui coneix o ha conegut) pretenent donar-li així un major realisme a la cinta.
Moltes d'aquestes pel·lícules són biogràfiques o pseudobiogràfiques, centrades a narrar la vida d'un determinat delinqüent, així com el seu entorn, les seves malifetes, la situació d'exclusió social soferta, tortures sofertes en comissaria, etc. És comú presentar al delinqüent (sovint pertanyent a les ètnies gitana o merchera) com un personatge noble i fidel a uns determinats valors com la lleialtat grupal, l'amor a una determinada dona «arrabassada» a vegades per un clan o grup social rival, o la preocupació pel benestar de la seva família.
El tema central del cinema quinqui és la delinqüència i la marginalitat que l'envolta. Això es presenta com una cosa normal el món de la droga i el que l'envolta. Tal és així que no és estrany veure en aquestes pel·lícules toxicòmans preparant la dosi de «cavall» (heroïna), «xutant-se-la» (injectant-se-la-), «col·locats» (drogats) o amb «el mono» (síndrome d'abstinència).
En algunes d'aquestes pel·lícules es mostra el protagonista en situacions en les quals delinqueix amb l'objectiu d'ajudar econòmicament a la seva família. No és estrany tampoc veure escenes eròtiques i fins i tot veure als protagonistes tenint sexe o mostrant la seva cara més romàntica. També existeix una important crítica social i atac directe a molts estaments socials als quals s'acusa de corrupció o privilegiats: polítics, forces de seguretat, classes adinerades, consumisme, etc
Un altre tema habitual relacionat amb la delinqüència és el robatori de cotxes (roben per exemple molts Seat 124, Seat 1430, Seat 131 i Seat 132, Chrysler 150, Chrysler 180 o Renault 12 i les posteriors persecucions que transcorren per carreteres secundàries o grans ciutats entre els quinquis i la «bòfia» (Policia Nacional)
En l'argot utilitzat en aquestes pel·lícules es pretén imitar l'habitual dels barris humils i d'ambients delictius, i també s'utilitzen algunes paraules del caló. Un dels personatges més famosos va ser Juan José Moreno Cuenca «El Vaquilla» (1961-2003), del que es va fer un biopic.

## Les pel·lícules del cinema quinqui

Dins del cinema quinqui va haver-hi diversos directors, però per sobre de tots i a causa del nombre de pel·lícules que van rodar per a aquest gènere cal destacar les filmografies del barceloní José Antonio de la Loma (1924-2004), considerat el «pare del cinema quinqui», i del basc Eloy de la Iglesia (1944-2006).

### Filmografia de José Antonio de la Loma
- El último viaje (1973)
- Perros callejeros (1977)[8]
- Nunca en horas de clase (1978)
- Perros callejeros II: Busca y captura (1979)
- Los últimos golpes de «El Torete» (1980)
- Yo, "El Vaquilla" (1985)
- Perras callejeras (1985)
- Tres días de libertad (1995)

### Filmografia d'Eloy de la Iglesia
- Los placeres ocultos (1976)
- El diputado (1978)
- Miedo a salir de noche (1980)
- Navajeros (1980)
- Colegas (1982)
- El pico (1983)
- El pico 2 (1984)
- La estanquera de Vallecas (1987)

### Filmografía d'altres directors
- La Corea (Pedro Olea, 1976)
- ¿Y ahora qué, señor fiscal? (León Klimovsky, 1977)
- Juventud Drogada (José Truchado, 1977)
- Las que empiezan a los 15 años (Ignacio F. Iquino, 1978)
- Los violadores del amanecer (Ignacio F. Iquino, 1978)
- Chocolate (Gil Carretero, 1980)
- La Patria del "Rata" (Francisco Lara Polop, 1980)
- Maravillas (Manuel Gutiérrez Aragón, 1980)
- Todos me llaman Gato (Raúl Peña, 1981)
- Barcelona Sur (Jordi Cadena, 1981)
- Los Jóvenes del Barrio (Jaime García, 1982)
- Deprisa, deprisa (Carlos Saura, 1981)[9]
- ¿Qué he hecho yo para merecer esto? (Pedro Almodóvar, 1984)
- De tripas corazón (Julio Sánchez Valdés, 1984)
- La reina del mate (Fermin Cabal, 1985)
- 27 horas (Montxo Armendáriz, 1986)
- El Lute: camina o revienta (Vicente Aranda, 1987)
- El Lute II: mañana seré libre (Vicente Aranda, 1988)
- Matar al Nani (Roberto Bodegas, 1988)

### Altres pel·lícules
- Historias del Kronen (Montxo Armendáriz, 1995)
- 7 vírgenes (Alberto Rodríguez, 2005)
- Volando voy (Miguel Albaladejo, 2006)
- El idioma imposible (Rodrigo Rodero, 2010)
- Barcelona 92 (Ferran Ureña, 2013)
- Criando Ratas (Carlos Salado, 2016)[10]
- Las leyes de la frontera (Daniel Monzón Jerez, 2021)[11]

## Altres
- En la sèrie de televisió sobre advocats Turno de oficio (1986) hi hagué algun capítol que tractava el tema «quinqui».

## Actors del cinema quinqui
Per ordre de defunció (tots van morir de sobredosis):
- José Luis Fernández Eguia «El Pirri» (1965-1988, 23 anys), actor, delinqüent i quinqui.
- Ángel Fernández Franco «El Torete» (1960-1991, 31 anys), actor, delinqüent i quinqui.
- José Luis Manzano (1962-1992, 29 anys), actor, delinqüent i quinqui.
- José Antonio Valdelomar «El Mini» (1958-1992, 34 anys), actor, delinqüent i quinqui.
- Eulàlia Espinet Borràs (1960-1994), actriu i condemnada per tràfic d'estupefaents. Va morir víctima de la sida i d'una meningoencefalitis aguda.
- Sonia Martínez (1963-1994, 30 anys), actriu i presentadora de televisió.
- Antonio Flores (1961-1995, 33 anys), actor, compositor i cantant.